# Son Bou
Son Bou is een plaats aan de Middellandse Zee. Het ligt in de gemeente Alaior op het Spaanse eiland Menorca en ligt zo'n 20 kilometer van de luchthaven Aeropuerto Mahon. Het dorp Son Bou bestaat uit drie delen: Son Bou (veelal winkels, restaurants en hotels), San Jaime (villa's en appartementen) en Torre Soli Nou.
Het strand van Son Bou is het langste (circa 3 km) op het eiland Menorca. Het loopt geleidelijk aan af in de Middellandse Zee. Ook bevinden zich in Son Bou oude kerken, kliffen en riffen.

## Foto's

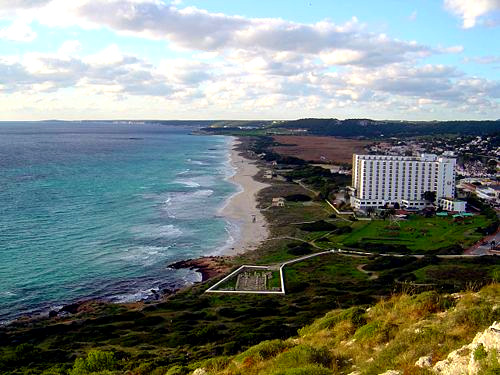
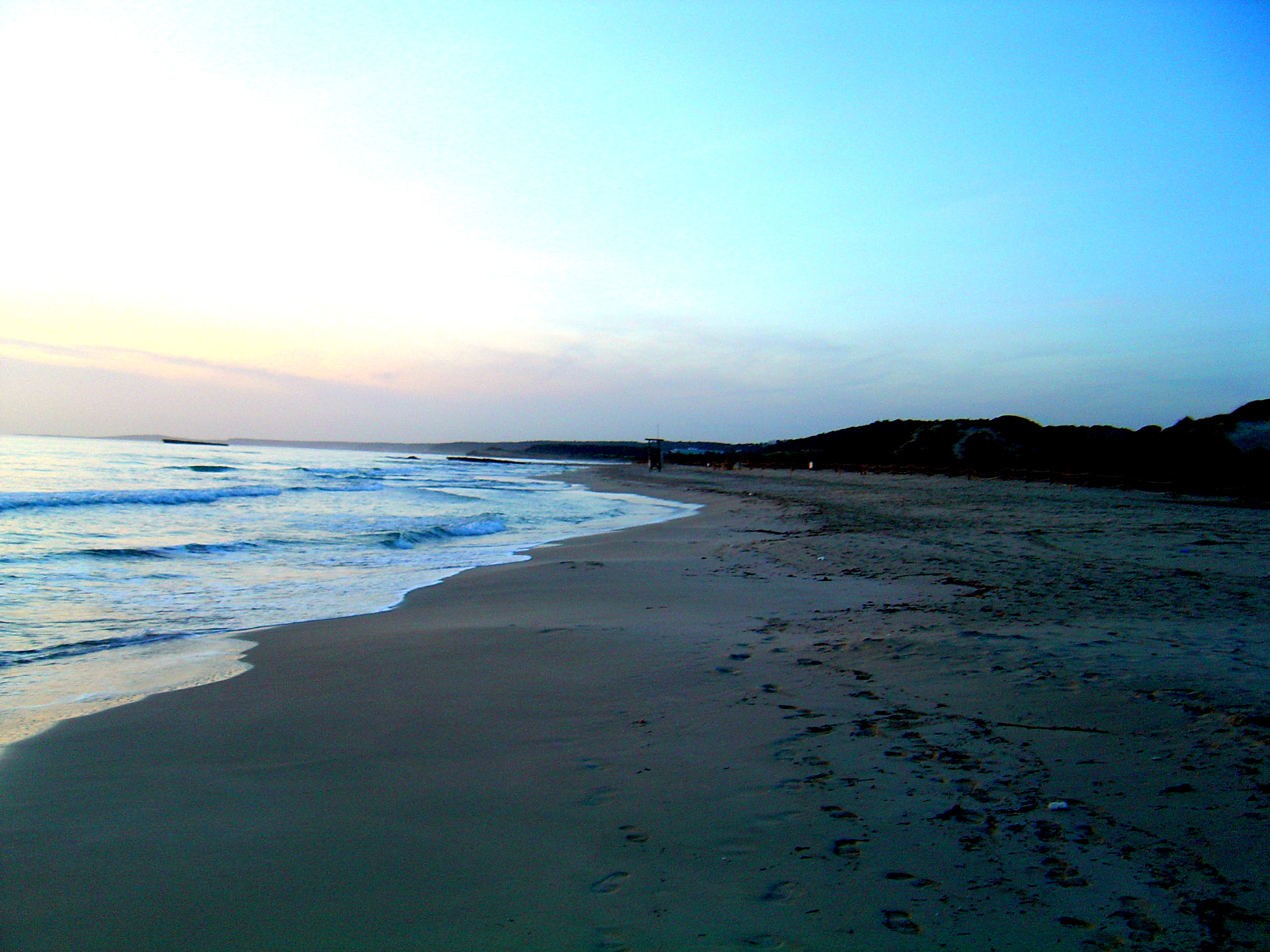
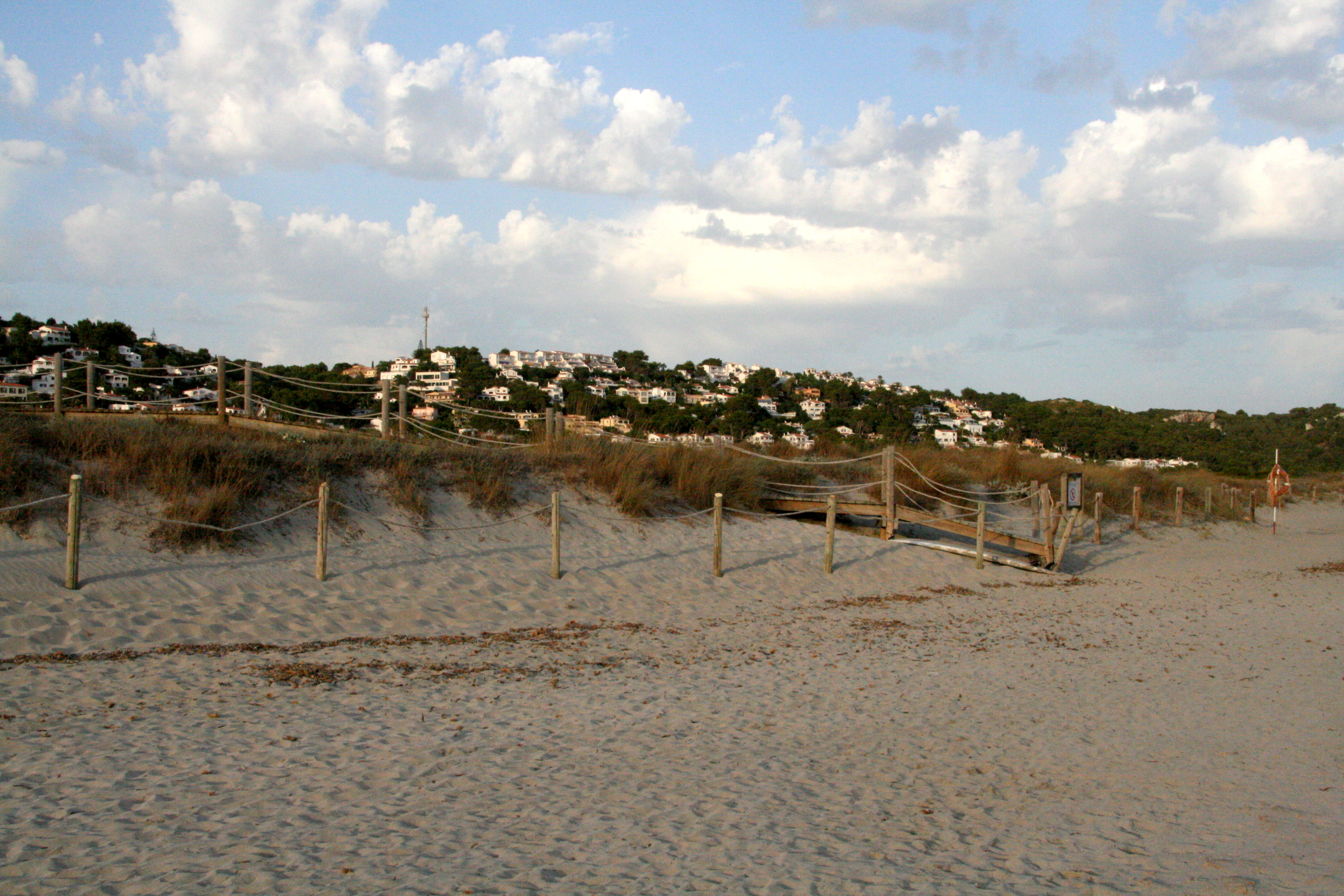

## Klimaat Son Bou
| maand     | uren zon | temperatuur zeewater | temperatuur lucht |
| --------- | -------- | -------------------- | ----------------- |
| januari   | 5        | 14                   | 10                |
| februari  | 6        | 14                   | 10                |
| maart     | 8        | 15                   | 11                |
| april     | 9        | 18                   | 21                |
| mei       | 9        | 19                   | 22                |
| juni      | 10       | 20                   | 23                |
| juli      | 11       | 21                   | 24                |
| augustus  | 12       | 22                   | 25                |
| september | 10       | 23                   | 25                |
| oktober   | 8        | 22                   | 24                |